# 常念寺 (木津川市)

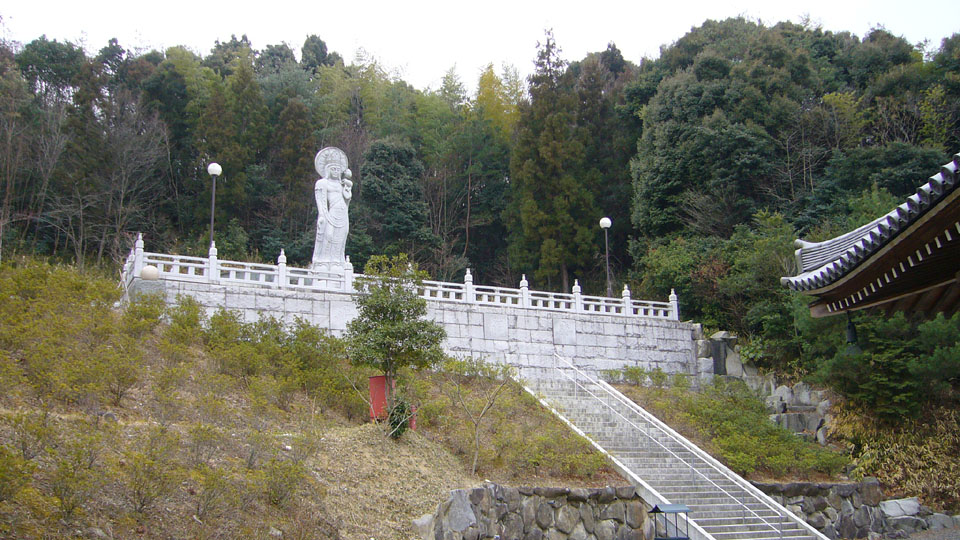
舎利堂を見下ろす平和観音

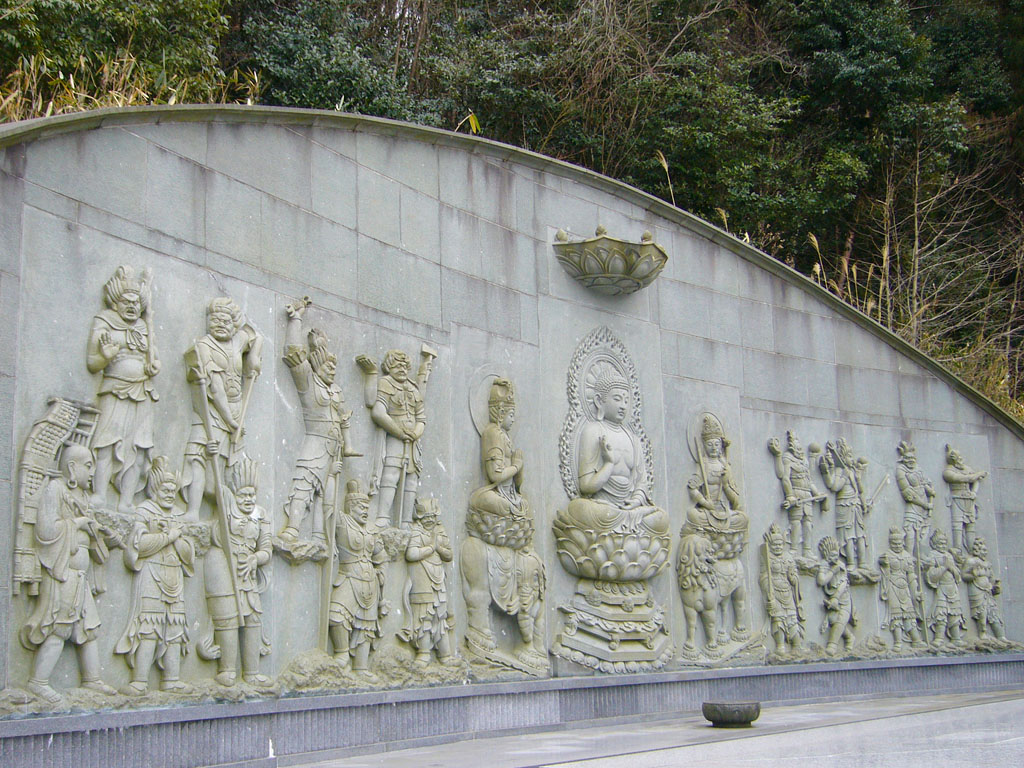
平和観音の背面に置かれた幅10m、高さ5mの釈迦三尊像と十六善神像などの恵安石製レリーフ

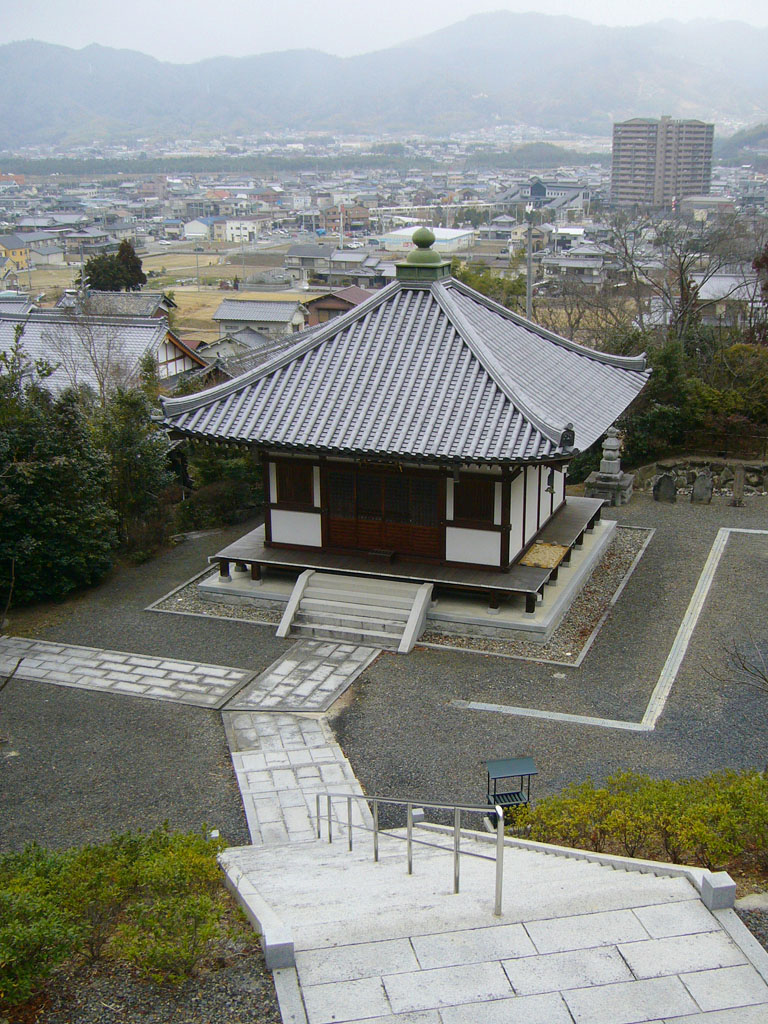
舎利堂

常念寺（じょうねんじ）は、京都府木津川市加茂町にある天台真盛宗の仏教寺院。山号は多聞山、本尊は阿弥陀如来。

## 歴史
- 1492年 - 創建。開基は盛憲、開山は天台真盛宗開祖である真盛。
- 1621年 - 藤堂高虎が常念寺に滞在。
- 1630年頃 - 浄土宗となる。
- 1704年 - 天台真盛宗に戻る。
- 1712年 - 木津川の大洪水で水没、現在地に移建される。
- 1996年 - 本堂が改築される。
- 2000年 - 平和観音が落慶法要される。釈迦三尊像と十六善神像などの恵安石製レリーフが完成。

## 文化財

### 重要文化財（国指定）
- 絹本著色仏涅槃図（附：寛正三年六月施入旧裏書） - 鎌倉時代

### その他の文化財
絵画
- 三千仏図 - 室町時代
- 真盛上人六字名号 - 室町時代

仏像
- 十王坐像 - 室町時代、府登録文化財
- 倶生神半跏像 - 室町時代、府登録文化財
- 奪衣婆坐像 - 府登録文化財
- 阿弥陀如来立像 - 南北朝時代
- 釈迦三尊像 - 室町時代
- 地蔵菩薩半跏像 - 藤原時代
- 地蔵菩薩立像 - 鎌倉時代
- 十一面観音像
- 大黒天像

石造物
- 盛憲上人念佛供養板碑 - 永正17年銘

## 所在地
〒619-1100 京都府木津川市加茂町里小田22

## 交通アクセス
- JR大和路線 加茂駅 徒歩10分

## 周辺情報
- 浄瑠璃寺
- 海住山寺
- 山城国分寺跡（恭仁宮跡）
- 御霊神社（旧燈明寺）
- 加茂文化センター（あじさいホール）